# Menarola
Menarola (lombardisch: Menaroeula oder Menaröla) ist ein Ort und eine ehemalige Gemeinde (comune) in der italienischen Provinz Lombardei mit 45 Einwohnern (Stand 31. Dezember 2013) im Veltlin. Menarola liegt etwa 43 Kilometer westnordwestlich von Sondrio und gehört seit 2015 zur Gemeinde Gordona. Der Ort liegt auf einer Höhe von 720 m s.l.m.
Die Nachbargemeinden von Menarola waren Gordona, Lostallo (Kanton Graubünden, Schweiz), Mese, San Giacomo Filippo und Soazza (Kanton Graubünden).